# Касия Страсс
Касия (Кася) Страсс, настоящее имя — Катажина Струсиньска (пол. Katarzyna Strusińska; род. 23 ноября 1987, Цеханув, Польша) — польская топ-модель.

## Биография
Родилась 23 ноября в городе Цеханув, Польша. После окончания средней школы начала модельную карьеру в возрасте 16 лет. Важным событием для неё была встреча с владельцем агентства  Avant Models. Через несколько месяцев ей удалось заключить контракты с ведущими агентствами в Лондоне и Париже.

## Карьера
В 2008 году британский Vogue опубликовал интервью со Страсс. В январе 2010 года Касия попала в список Топ-30 моделей десятилетия Vogue. Занимает 13-е место в списке глобальных моделей «Топ-50 моделей» в 2011 году.
Касия является первой польской манекенщицей, которая приняла участие в рекламной кампании Dior. В 2010 году Анна Винтур, главный редактор журнала Vogue, выбрала Страсс на фотосессии в январе и феврале в США. Вскоре модель появилась на трех обложках Vogue — в Португалии, Корее и Греции. Её фотографии появляются в итальянском, французском, американском, немецком изданиях Vogue и французском Numéro.
Она принимает участия в дефиле таких дизайнеров, как Prada, Louis Vuitton, Miu Miu, Versace, Roberto Cavalli, Fendi, Marc Jacobs, Calvin Klein, Dolce & Gabbana, Gucci, Givenchy, Chanel, Chloe , Christian Dior, Alexander McQueen, Balenciaga , Джон Гальяно, Kenzo, Diesel, Viktor & Rolf, DKNY, Donna Karan, Burberry Prorsum, Alessandro Dell’Acqua, Sonia Rykiel, Julien Macdonald, Yves Saint Laurent, Balenciaga, Costume National, Jil Sander, Jil Stuart, Loewe.
Страсс заменила модель Линдси Виксон в рекламной кампании весенней коллекции Miu Miu 2011 года.
- Касия Страсс на показе Caroline Herrera весной 2008